# Little Lever
Little Lever è un paese di 11.505 abitanti della contea della Grande Manchester, in Inghilterra, già comune fino al 1974.